# Салам, Наваф
Наваф Салам (араб. نواف سلام‎; род. 15 декабря 1953, Бейрут) — ливанский дипломат, юрист и деятель образования. Премьер-министр Ливана с 13 января 2025 года. Председатель Международного суда ООН (6 февраля 2024 — 14 января 2025). Постоянный представитель Ливана при ООН (2007—2017).

## Биография и образование
Наваф родился в столице Ливана Бейруте 15 декабря 1953 года. Его дед Салим Салам, лидер «Бейрутского движения за реформы», был избран депутатом от Бейрута в парламент Османской империи в 1912 году. Его дядя Саиб Салам боролся за независимость Ливана от французского мандата, а после обретения независимости четыре раза становился премьер-министром.
Наваф Салам получил степень доктора политических наук от Института политических исследований (1992), магистра права от Гарвардской школы права (1991), доктора истории от Парижского университета (1979).

## Карьера
В 1979—1981 годах Салам преподавал современную историю Среднего Востока в Сорбоннском университете. В 1985—1989 годах он был лектором Американского университета Бейрута. Наваф был приглашённым исследователем в Гарвардской школе права, а также официальным иностранным консультантом в инвестиционном товариществе Edwards Angell.
В 1999—2002 годах был членом Исполнительного бюро Экономического и социального совета Ливана, а с 2000 по 2004 год — Ливанской национальной комиссии ЮНЕСКО. В 2005 и 2006 году был Генеральным секретарём Национальной комиссии избирательных реформ, перед которым была поставлена задача подготовить проект нового закона об избирательных правах в Ливане.
6 февраля 2024 года был избран председателем Международного суда ООН.

### Премьер-министр Ливана
Салам был кандидатом на пост премьер-министра к концу президентского срока Мишеля Ауна, чтобы заменить Наджиба Микати. Однако Микати снова победил, став назначенным премьер-министром 23 июня 2022 года, набрав 54 голоса против 28 у Салама, чтобы сформировать новый кабинет до конца срока полномочий президента Мишеля Ауна.
После избрания Жозефа Ауна президентом Ливана 9 января 2025 года несколько оппозиционных депутатов парламента достигли консенсуса по выдвижению кандидатуры Салама на пост премьер-министра. Его кандидатуру поддерживают многие западные и арабские государства, которые призывают к выдвижению его кандидатуры в противовес нынешнему исполняющему обязанности премьер-министра Наджибу Микати. 13 января 2025 года кандидатуру Салама выдвинули 84 из 128 членов парламента, что сделало его назначенным премьер-министром Ливана. 14 января он вылетел из Гааги в Ливан. В тот же день он сложил с себя полномочия члена Международного суда ООН.
8 февраля 2025 года кабинет Салама был утверждён президентом Жозефом Ауном.

## Постоянный представитель Ливана при ООН
С июля 2007 по декабрь 2017 года занимал должность постоянного представителя Ливана при Организации Объединённых Наций. Работа Навафа в ООН отмечена его призывами к восстановлению порядка в Южном Ливане, а также прекращению безнаказанности посредством создания Специального трибунала по Ливану по делу об убийстве бывшего премьера-министра страны Рафика Харири в соответствии с Резолюцией Совета Безопасности ООН 1757. Наваф Салам представлял Ливан в Совете безопасности Организации Объединённых Наций в 2010 и 2011 годах, когда его страна стала непостоянным членом Совбеза. В мае 2010 и сентябре 2011 года Салам был председателем Совбеза ООН.
В июне 2012 года был избран вице-президентом 67-й сессии Генеральной Ассамблеи Организации Объединённых Наций, проведённой в сентябре того же года.

## Награды
В 2012 году президент Франции Николя Саркози наградил дипломата офицерской степенью орденом Почётного легиона.